# Колонија Алварадо (Сан Мартин Перас)
Колонија Алварадо (шп. Colonia Alvarado) насеље је у Мексику у савезној држави Оахака у општини Сан Мартин Перас. Насеље се налази на надморској висини од 2175 м.

## Становништво
Према подацима из 2010. године у насељу је живело 15 становника.

### Хронологија
| Година       | 2000         | 2005         | 2010 |
| ------------ | ------------ | ------------ | ---- |
| Становништво | 73 (30 / 43) | 43 (19 / 24) | 15   |

### Попис
| # | Индикатор                     | Вредност |
| - | ----------------------------- | -------- |
| 1 | Укупно домаћинстава           | 5        |
| 2 | Укупно насељених домаћинстава | 2        |
| 3 | Величина локације             | 1        |